# Lars Olof Bagger-Jörgensen
Lars Olof Bagger-Jörgensen, född 29 januari 1879 i Ausås församling, Kristianstads län, död 29 oktober 1947, var en svensk lantmätare.
Bagger-Jörgensen avlade lantmätarexamen 1900. Han tjänstgjorde som lantmätare i Malmöhus län 1900–1910, från 1910 i Stockholms län samt från 1920 i lantmäteristyrelsen, där han 1926 var byråchef. Bagger-Jörgensen verkade även som lärare i praktiskt lantmäteri vid lantmäteriundervisningen, deltog som svenskt ombud i internationella kongresser och var från 1921 sekreterare i sällskapet för utgivande av lantmäteriets historia.
Bagger-Jörgenssen lämnade rikligt med bidrag till facktidskrifterna och medarbetade i publikationerna Sveriges kartläggning (1922) och Svenska lantmäteriets historia 1628-1928 (1928). Han medverkade även som artikelförfattare i Svensk uppslagsbok.